# 贺声洋
贺声洋（1905年—1938年），原名贺家振，又名沉洋、沈洋，字靖亚，湖南临澧官渡桥（今属石门县）人，中国工农红军将领。

## 生平
贺声洋出生于一个地主家庭。他早年在佘市乡高等小学、湖南公立工业专门学校学习。1924年春，由林永言、石盛祖介绍，加入中国国民党，再由谭延闿介绍报考黄埔军校。5月，贺声洋入黄埔军校第一期学习，编入学生第二队。在黄埔军校学习期间，加入中国共产党。毕业后，出任第三期中尉区队长、第四期入伍生部第一团上尉连长，参加过国民革命军东征。1925年11月，叶挺独立团正式成立，贺声洋担任独立团第二营营长。1926年4月，许继慎继任二营营长后，贺声洋调到国民革命军第六军任少校营长，参加北伐战争，后任北伐军左翼军宣传队副队长。
1927年8月，贺声洋参加了南昌起义，担任第二十军代理参谋长。南昌起义失败后，被中共中央派往苏联，进入莫斯科中山大学学习。1929年，回国后的贺声洋在上海中共中央军事部工作。次年，进入中央苏区，担任红军军官学校第一分校学生总队总队长。1930年10月，闽西红二十军与红二十一军合编为新红十二军，由左权任军长，左权未到职前，贺声洋代理军长。全军共3100余人，2600支枪。贺声洋并担任闽西工农革命委员会委员。之后，率部参加第一次反围剿战争。12月，左权到闽西就任新红十二军军长，贺声洋不再代理。
此后的贺声洋结局有两种说法。传统说法认为，贺声洋于1931年年初被以“阶级异己分子”嫌疑开除党籍，随后在肃反扩大化中被错杀。另一种说法是，根据郑洞国回忆、相关学者和地方党史办调查，贺声洋是因为执行立三路线被党内严厉处分，不久得了肺病，之后离开了苏区。贺声洋先是回到老家，在此期间动员父亲将田产山林的一部分无偿分给农民。之后他前往上海，改名贺靖亚，以贺佛为笔名，从事翻译写作工作。他撰写了《论日俄战争》等著作，翻译布柳赫尔的军事著作、高尔基《我的大学》等，期间一直与中共党组织保持着联系。1938年，在上海病逝。中华人民共和国成立后，贺声洋被追认为革命烈士。

## 家庭
- 父亲：贺福涛[8]
- 妻子：万华松[8]
- 儿子：贺文龙[8]